# Parsippany-Troy Hills
Parsippany-Troy Hills, kerület az Amerikai Egyesült Államok New Jersey államban. Lakossága  50 649 fő.

## Földrajza
Jersey Citytől északnyugatra helyezkedik el. Területének nagysága 65,8km².

## Demográfia
A 2000-es népszámlálás szerint 50,649 fő élt a kerületben; 19,624 háztartás, és 13,167 család él itt. A lakosság népsűrűsége pedig 816.9/km². 
A lakosság faji összetétele a következő volt 2000-ben:
- 74,28% fehér;
- 18,06% ázsiai;
- 6,98% Latin/Spanyol;
- 3,11% afro-amerikai;
- 0,12% indiai;
- 0,06% csendes óceáni;
- 1,90% más;
- 2,48% vegyes.

## Lásd még
New Jersey

## Külső hivatkozás
- Parsippany-Troy Hills hivatalos honlapja (angolul)